# Bull-baiting

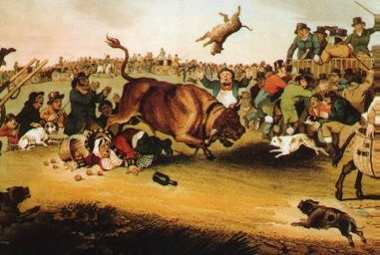
Bull-baiting, 1821.

O Bull-baiting era um esporte sangrento muito popular, que envolvia cães e touros. Era um combate, onde um touro era preso e dois ou mais cães eram soltos sobre ele até derrubá-lo.

## História e Características
Quanto à sua origem, há uma lenda de que em 1209 o Lord William de Warren estava caminhando próximo ao seu castelo quando observou dois touros lutando por uma vaca; o dono de um dos touros soltou seu cão e este apartou a briga derrubando um dos touros e afugentando o outro. Aquele acontecimento teria deixado o lord muito entusiasmado e ele teria levado o touro e o cão para fazer uma demonstração na cidade, e assim que o povo começou a apreciar, a prática virou um tipo de esporte sangrento.
O Bull-baiting (também chamado de Bull-running) era, basicamente, um combate entre cães e touros.  Este "esporte sangrento" começou a ser praticado na Inglaterra de forma "profissional" na época da Rainha Anne. Acontecia duas vezes por semana em Londres, no famoso Hockley-in-the-Hole; mas este "esporte" também era razoavelmente comum em cidades do interior.

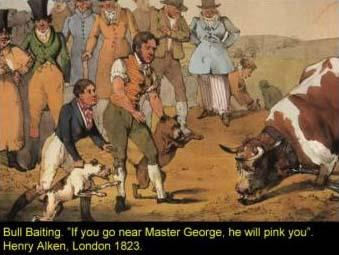
Bull-baiting, 1823.

 No vilarejo de Tutbury, um touro era amarrado a uma estaca, e sua corda lhe permitia movimentar-se em um raio de 30 metros. Antes do evento começar passavam pimenta nas narinas do touro para enfurecê-lo. O objetivo do "jogo" era que os cães imobilizassem o touro, geralmente, mordendo-o e segurando-o pelas narinas. Os cães utilizados nesse "esporte" ficaram conhecidos como Bulldogs.  Nesta época, muitas cidades só liberavam a venda de carnes de touros que tivessem participado de um evento de bull-baiting, pois acreditava-se que nesses combates a carne do animal era "amaciada".
No ano de 1835, esta prática foi finalmente proibida pelo parlamento inglês.